# Percy Rees
Percy Montague Rees (Camberwell, 27 september 1883 - Wonersh, 12 juni 1970) was een Brits hockeyer. 
Met de Britse ploeg won Rees de olympische gouden medaille in 1908 in eigen land. 

## Resultaten
- 1908  Olympische Zomerspelen in Londen